# God Bless America
God Bless America è un film del 2011 diretto da Bobcat Goldthwait. Sebbene la richiesta di una versione del film in lingua italiana sia stata discretamente accesa, ad oggi non esiste ancora una versione dello stesso con doppiaggio in italiano.

## Trama
Frank è un uomo deluso dalla società americana, dalla sua vita e dal suo lavoro. La televisione è lo specchio della cultura americana che sta implodendo, ed una volta scoperto di non aver più nulla da perdere, decide di tirar fuori tutta la sua aggressività repressa per epurare la società. La sua crociata ha inizio e girando per l'America uccide tutti coloro che secondo lui meritano davvero di morire. Frank trova subito una sua fan, Roxy, un'adolescente arrabbiata e disillusa, e con lei Frank continua la sua crociata che lo porterà ad eliminare le parti "malate" della società.